# Pero fea
Pero fea là một loài bướm đêm trong họ Geometridae.